# 布里斯托 (新罕布什爾州)
布里斯托（英語：Bristol）是一個位於美國新罕布什爾州格拉夫頓縣的鎮。

## 人口
根據2020年美國人口普查的數據，布里斯托的面積為56.80平方千米，當中陸地面積為43.40平方千米，而水域面積為13.40平方千米。當地共有人口3244人，而人口密度為每平方千米57人。